# Переяслівка
Перея́слівка — село в Україні, у Ніжинському районі Чернігівської області. Входить до складу Ніжинської міської громади. Населення становить 480 осіб. До 2020 року орган місцевого самоврядування — Переяслівська сільська рада.